# فيل آدمسون
فيل آدمسون (بالإنجليزية: Phil Adamson)‏ هو لاعب دوري الرغبي أسترالي، ولد في 20 مارس 1970.